# ISO 3166-2:CF
کد ISO 3166-2:CF بخشی از استاندارد ایزو ۳۱۶۶ برای کشور جمهوری آفریقای مرکزی است که توسط سازمان بین‌المللی استانداردسازی ISO تنظیم شده‌است این سازمان، کدهای استاندارد را برای تقسیمات کشوری (ایالت‌ها یا استان‌های) کشورهای فهرست شده در استاندارد ایزو ۳۱۶۶-۱ تعریف می‌کند.
هر کد شامل دو بخش می‌گردد که توسط علامت - جدا می‌گردند.
- بخش نخست CF که در ایزو ۳۱۶۶-۱ آلفا-۲ کد کشور جمهوری آفریقای مرکزی است.
- بخش دوم شامل یک یا دو یا سه حرف است که بیان‌کننده استان یا ایالت کشور جمهوری آفریقای مرکزی می‌باشد.

## کدها
| کدها   | فرمانداری                    | نوع                 |
| ------ | ---------------------------- | ------------------- |
| CF-BGF | بانگوئی                      | comune              |
| CF-BB  | Bamingui-Bangoran            | فرمانداری           |
| CF-BK  | Basse-Kotto                  | فرمانداری           |
| CF-HK  | هاوته-کوتو                   | فرمانداری           |
| CF-HM  | Haut-Mbomou                  | فرمانداری           |
| CF-HS  | مامبر کادی                   | فرمانداری           |
| CF-KG  | Kémo                         | فرمانداری           |
| CF-LB  | لوبایه                       | فرمانداری           |
| CF-MB  | Mbomou                       | فرمانداری           |
| CF-NM  | نانا-مامبره                  | فرمانداری           |
| CF-MP  | اومبلامپوکو                  | فرمانداری           |
| CF-UK  | اوآکا                        | فرمانداری           |
| CF-AC  | اوهام (جمهوری آفریقای مرکزی) | فرمانداری           |
| CF-OP  | Ouham-Pendé                  | فرمانداری           |
| CF-VK  | Vakaga                       | فرمانداری           |
| CF-KB  | Nana-Grébizi                 | فرمانداری economica |
| CF-SE  | Sangha-Mbaéré                | فرمانداری economica |